# Aprocius Petrus
Pour les articles homonymes, voir Petrus.
Aprocius Petrus, né le 9 octobre 1999 à Walvis Bay, est un footballeur international namibien qui joue au poste de milieu défensif à Al-Hilal au Soudan.

## Biographie

### En club
En 2024, il signe au Cape Town City en Premiership sud-africain,.
Il a atteint avec la Namibie la finale de la Coupe COSAFA 2022, perdue contre la Zambie’.

## Statistiques
| Équipe nationale | Année | Matchs | Buts |
| ---------------- | ----- | ------ | ---- |
| Namibie          | 2018  | 1      | 0    |
| Namibie          | 2019  | 7      | 0    |
| Namibie          | 2021  | 10     | 0    |
| Namibie          | 2022  | 3      | 0    |
| Namibie          | 2023  | 7      | 0    |
| Namibie          | 2024  | 18     | 0    |
| Total            | Total | 46     | 0    |